# Combinado nórdico nos Jogos Olímpicos de Inverno de 1956
O combinado nórdico nos Jogos Olímpicos de Inverno de 1956 consistiu de um único evento disputado por homens em Cortina d'Ampezzo, na Itália. O evento realizou-se no dia 31 de janeiro de 1956.

## Medalhistas
| Ouro   | NOR Sverre Stenersen          |
| Prata  | SWE Bengt Eriksson            |
| Bronze | POL Franciszek Gąsienica Groń |

## Resultados
| Posição           | Atleta                        | Pontos  |
| ----------------- | ----------------------------- | ------- |
| Medalha de ouro   | NOR Sverre Stenersen          | 455,000 |
| Medalha de prata  | SWE Bengt Eriksson            | 437,400 |
| Medalha de bronze | POL Franciszek Gąsienica Groń | 436,800 |
| 4                 | FIN Paavo Korhonen            | 435,597 |
| 5                 | NOR Arne Barhaugen            | 435,581 |
| 6                 | NOR Tormod Knutsen            | 435,000 |
| 7                 | URS Nikolai Gusakov           | 432,300 |
| 8                 | ITA Alfredo Prucker           | 431,100 |